# Происхождение (Герои)
«Происхождение» (англ. Genesis) — пилотная серия американского научно-фантастического телесериала «Герои», премьера которой состоялась 25 сентября 2006 года на телеканале NBC. Режиссёром серии выступил Дэвид Семел, а сценарий написал Тим Кринг.

## Сюжет
Крыша Нью-Йоркского административного здания. Питер Петрелли простирает руки, готовясь к полету. Ветер развевает полы его плаща. Последний вздох — и он, совершив молитву, прыгает. Земля стремительно приближается к нему, но тут перед нами появляется кто-то другой...

## Интересные факты
- Общая аудитория этого эпизода составила 14.3 миллиона телезрителей[1].